# Ciencias planetarias

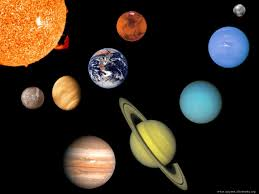
Planetología del sistema solar.

Las ciencias planetarias, también llamadas planetología o astronomía planetaria, son el conjunto de materias interdisciplinares implicadas en el estudio de los planetas, o sistemas planetarios, incluyendo al sistema solar, de cuyos planetas se tienen más datos, por lo que sus modelos son más elaborados, pero también a los planetas extrasolares. Las ciencias planetarias estudian objetos que van desde el tamaño de un meteorito hasta los gigantes de gas del tamaño de varias veces el planeta Júpiter.   
A grandes rangos las ciencias planetarias estudian la formación de los sistemas planetarios y de sus satélites; se ocupan en particular de estudiar su masa, tamaño, gravedad superficial, velocidad de rotación, achatamiento, estructura interna, densidad, antigüedad de su superficie, erosión, evolución, actividad tectónica, vulcanismo, campo magnético, auroras, interacción de la magnetosfera con el viento solar, estaciones del planeta y su atmósfera, velocidad de escape y búsqueda de vida entre otros objetivos de estudio. En cuanto al estudio de la atmósfera se comprende el estudio de su composición, formación, presión superficial, densidad, circulación general, temperaturas, vientos, actividad erosionadora de la atmósfera, transporte de energía, perfiles en altura de temperatura, densidad y presión, entre otras. 
La planetología es una disciplina de reciente creación. Alimentada por la gran masa de informaciones recogidas en el curso de las exploraciones espaciales, la planetología estudia el origen y la evolución de los planetas de los mecanismos que en el tiempo han modelado sus superficies. Se basa en las ciencias de la Tierra, pero convenientemente generalizadas para incluir las distintas masas, atmósferas, temperaturas, o energía recibida desde el astro central y que es el motor de la máquina planetaria. Naturalmente la astronomía es la ciencia principal pero seguida de una geología planetaria o comparada (astrogeología), la ciencia de las atmósferas planetarias es una generalización de la meteorología y como ciencia básica de soporte de todas las referidas la física, cuyas leyes son universales y por tanto aplicable a los distintos planetas. Otra disciplina auxiliar es la astrobiología. Los datos a incluir en la teoría de las ciencias planetarias provienen de la astronomía y la exploración espacial además existe un importante componente teórico que utiliza como herramienta la simulación por computadora.